# سلستیا ۱۲۵۲
سیارک ۱۲۵۲ (به انگلیسی: 1252 Celestia، نامگذاری:1933DG) هزار و دویست و پنجاه و دومین سیارک کشف شده‌است که در ۱۹ فوریه ۱۹۳۳ کشف شد.
قدر مطلق سیارک برابر ۱۰٫۸۹ است.